# Delahaye Type 144
Der Delahaye Type 144 ist ein Pkw-Modell von 1934. Hersteller war Automobiles Delahaye in Frankreich.

## Beschreibung
Delahaye stellte dieses Modell als Zwischenlösung für Kunden her, die die Kombination eines großen Fahrgestells samt großer Karosserie mit einem kleinen Motor wünschten. Der Delahaye Type 143 war genauso konzipiert. Der Produktionszeitraum war von Mai bis Oktober 1934. Darauf folgte der Delahaye Type 154.
Der Vierzylinder-Ottomotor stammte vom Delahaye Type 134 und war in Frankreich mit 12 CV eingestuft. Er hat 80 mm Bohrung, 107 mm Hub, rechnerisch 2151 cm³ Hubraum und leistet 45 PS. Er ist vorn im Fahrgestell eingebaut und treibt die Hinterachse an.
Das Fahrgestell stammt vom Delahaye Type 126 ab und hat 315 cm Radstand. Neben Pullman-Limousinen gab es Nutzfahrzeugaufbauten.
Insgesamt entstanden 60 Fahrzeuge.